# Elektromos hőmérsékletmérés

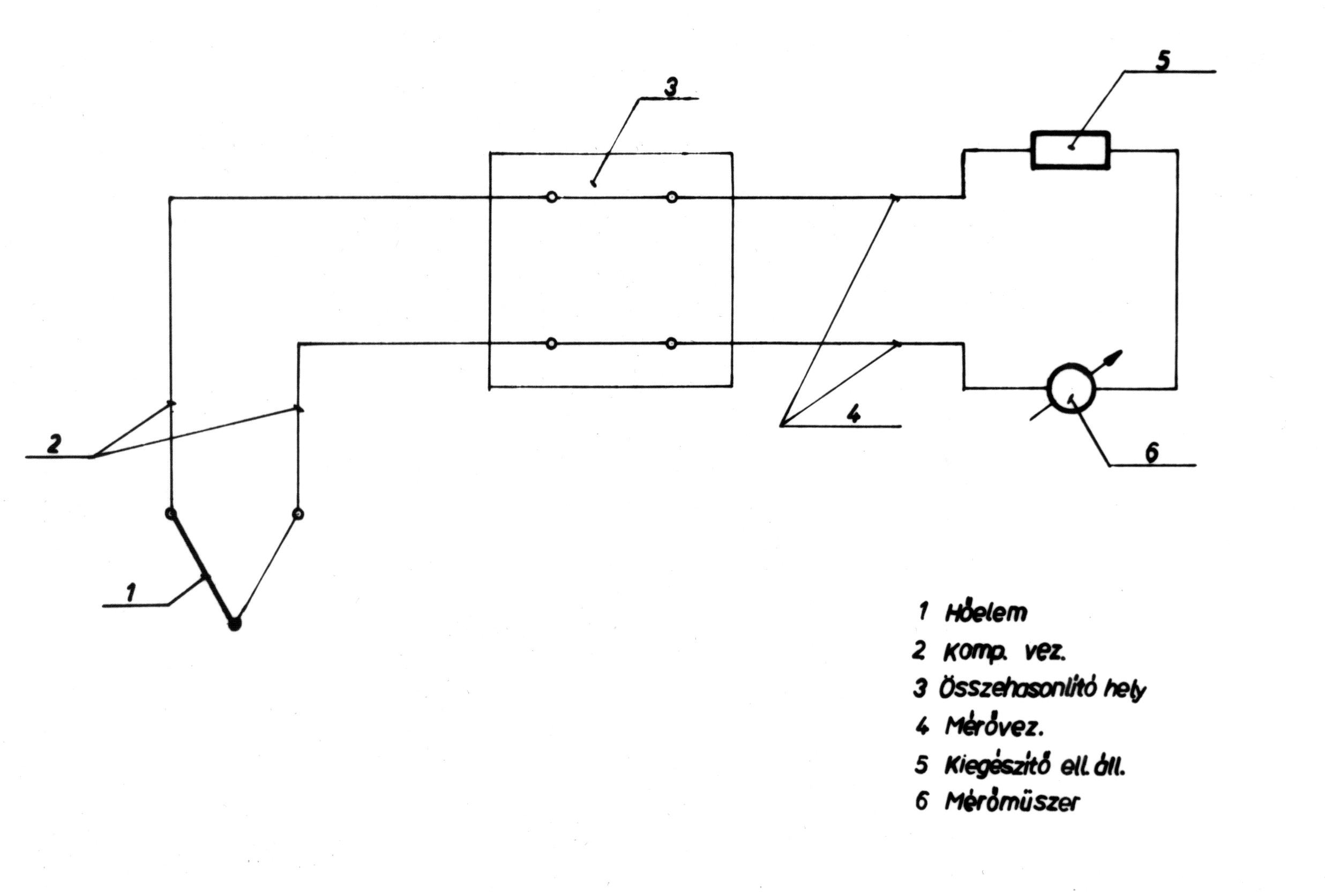
Mérés hőelemmel

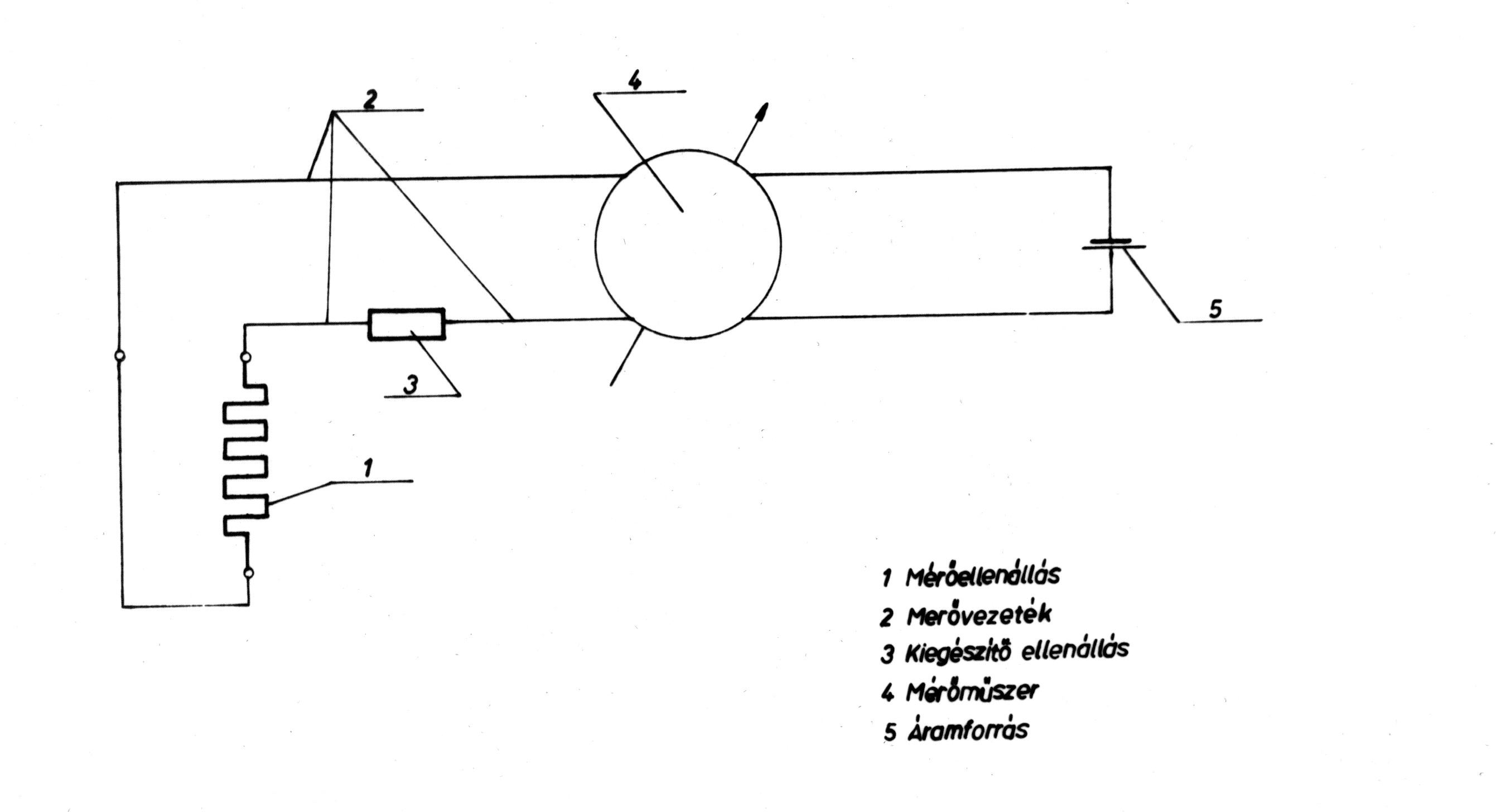
Mérés ellenálláshőmérővel

Villamos mérések során, valamint a napi életben rendkívül fontos lehet a nem villamos mennyiségek, így a hőmérséklet mérése és a hőmérsékletkülönbség mérése. A hőmérséklet mérésére hőérzékelőket használunk. A hőmérséklet-változás hatására ezek valamely jellemzője megváltozik, és ezt a változást kijelző, szabályzó, regisztráló berendezéssel dolgozzuk fel.

## Hőelemek
A hőelem két különböző fém összehegesztésével, hidegfolyatásával vagy összeforrasztásával készül. Ha az így kialakított hely (melegpont) hőmérséklete eltér a közösített huzalok szabad végének (hidegpont) hőmérsékletétől, akkor a huzalok mentén a Seebeck-effektus révén elektromotoros erő támad; a két huzal mentén fellépő elektromotoros erő különbségének (és így a hőelem kapcsai közt mérhető feszültségnek) nagysága és iránya a hőmérséklet-különbségtől és a huzalok anyagi minőségétől függ, de független a hőelemhuzalok átmérőjétől. Az elektromotoros erőt lengőtekercses műszerrel (millivoltmérő) mérjük. A műszer árama nemcsak feszültségesést okoz, hanem meg is változtatja a hegesztési hely állapotát. Mind a két hiba elhanyagolható, ha kis fogyasztású, nagy belső ellenállású műszerrel mérünk, és ha a hőelem vastag huzalokból készült.

### A hidegpont kialakítása
Mint a fentiekből következik, az elektromotoros erő a meleg- és a hidegpont hőmérsékletének különbségétől függ. A melegpont tényleges hőmérséklete csak úgy értelmezhető, ha a hidegpont hőmérséklete állandó és stabil. Korábban a hidegpont kivezetéseit vízmentes burkolatban, olvadó tiszta jégbe merítették, így biztosítva annak 0 °C hőmérsékletét. A mai műszerekben beépített hidegpont-kompenzátor van e célra. Egyes műszereknél a műszer 0 °C pontját mechanikus szerkezet segítségével a hidegpont tényleges hőmérsékletére lehetett beállítani (pl. 23 °C). A leolvasott hőmérsékleti értékhez ezt az értéket hozzáadva kapták meg a melegpont valós hőmérsékletét.

### A távolság meghosszabbítása
A napi gyakorlatban többnyire a hőelem és a feldolgozó műszer helyileg egymástól távol helyezkednek el. Szükséges a két hely vezetékkel történő összekötése. Erre a célra kompenzációs vezetéket kell használni. Ez alól kivételt képez(het)nek a köpenyhőelemek, amelyek nagy szilárdságúak, hajlíthatóak, és a kívánt helyig elvezethetőek. Az összekötő vezeték ellenállását valamilyen kerek értékre ki kell egészíteni, és ezt a kijelző műszerbe bele kell hitelesíteni!

### A hőelem anyaga
A hőelemek elektromotoros ereje és mérési tartománya eltérő aszerint, hogy milyen szálak összehegesztésével készültek. Az elektromotoros erő és a hőmérsékletkülönbség közt az összefüggést ábrázoló vonalban majdnem minden kombinációnál görbülés van (nemlineáris az összefüggés, amit az EN 60584-1 szabvány tartalmaz).

#### Fe-CuNi (J)
A megengedett legmagasabb túlterhelési hőmérséklet: Φ0,5 mm-ig 400 °C, Φ1 mm-ig 600 °C, Φ3 mm-ig 900 °C. Az üzemi hőmérséklet, melyen a hőelem tartósan üzemeltethető, 200…300 °C-kal alacsonyabb.

#### NiCr-Ni (K)
A megengedett legmagasabb túlterhelési hőmérséklet: Φ0,2 mm-ig 700 °C, Φ0,5 mm-ig 900 °C, Φ1 mm-ig 1000 °C, Φ3 mm-ig 1300 °C. Az üzemi hőmérséklet, amelyen a hőelem tartósan üzemeltethető, 200…300 °C-kal alacsonyabb.

#### PtRh-Pt (S)
A megengedett legmagasabb túlterhelési hőmérséklet: Φ0,35 mm-ig 1300 °C, Φ0,5 mm-ig 1600 °C. Az üzemi hőmérséklet, melyen a hőelem tartósan üzemeltethető, 200…300 °C-kal alacsonyabb.

## Ellenállás-hőmérők
A méréshez megfelelő anyagból (pl. nikkelből, platinából) megfelelő alakú tekercset készítenek. A huzal csupaszon van porcelántestre csévélve vagy szigetelőpépbe ágyazva. Az érzékelő szabványos ellenállása 100 ohm vagy 500 ohm (0 °C-on mérve). Az így elkészített mérőellenállást a mérendő térbe helyezik. Az ott lévő hőmérséklet hatására a mérőellenállás előjelhelyesen megváltoztatja az ellenállását. A mérés folyamán ügyelni kell, hogy az átfolyó mérőáram minél kisebb legyen, hogy az érzékelőt fel ne melegítse! A megengedett áramsűrűség lehetőleg ne legyen nagyobb 0,1–0,2 A/mm²-nél! A hőmérséklet és ellenállás között nemlineáris az összefüggés. Az összefüggést a DIN IEC 751 szabvány tartalmazza.
A bekötő vezeték ellenállását itt is ki kell egészíteni valamilyen kerek értékre, és a kijelző műszerbe bele kell hitelesíteni.

### A mért érték feldolgozása
Az ellenállásváltozást hídkapcsolásban (Wheatstone-híd, Thomson-híd) vagy mutatós lengőtekercses műszerrel mérhetjük.

## Hőmérséklet-különbség mérése
Szükség lehet különösen hőmennyiség mérésénél a Δt mérésére. Ilyen esetben csak párosított érzékelőket használjunk! A párosított érzékelők egymáshoz viszonyított hibája elhanyagolható legyen!